# Falcidiopsis kirgisorum
Falcidiopsis kirgisorum är en insektsart som beskrevs av Kusnezov 1930. Falcidiopsis kirgisorum ingår i släktet Falcidiopsis och familjen sköldstritar. Inga underarter finns listade i Catalogue of Life.